# Mengjin Shuiku
Mengjin Shuiku (kinesiska: 猛进水库) är en reservoar i Kina. Den ligger i den autonoma regionen Xinjiang, i den nordvästra delen av landet, omkring 36 kilometer norr om regionhuvudstaden Ürümqi. Mengjin Shuiku ligger 481 meter över havet. Arean är 12,1 kvadratkilometer. Trakten runt Mengjin Shuiku består i huvudsak av gräsmarker. Den sträcker sig 4,2 kilometer i nord-sydlig riktning, och 5,8 kilometer i öst-västlig riktning.
Genomsnittlig årsnederbörd är 197 millimeter. Den regnigaste månaden är november, med i genomsnitt 27 mm nederbörd, och den torraste är januari, med 6 mm nederbörd.